# Jordan (calciatore)
Anderson Jordan da Silva Cordeiro, noto semplicemente come Jordan (San Paolo, 22 aprile 1999), è un calciatore brasiliano, difensore dello Zorja.

## Caratteristiche tecniche
È un difensore centrale.

## Carriera
Cresciuto nel settore giovanile del Ferroviária, nel 2018 viene acquistato dal Cianorte che lo gira subito in prestito al Corinthians che lo aggrega alla propria squadra B.
Nel 2020 passa al Botafogo-SP con cui debutta in Série B il 9 agosto nel match perso 2-1 contro il Cruzeiro; terminata la stagione viene acquistato dal Ceará con cui debutta in Série A ed in Coppa Sudamericana. Nell'agosto 2021 passa alla Chapecoense:

## Statistiche
Statistiche aggiornate al 12 settembre 2021.

### Presenze e reti nei club
| Stagione        | Squadra         | Campionato      | Campionato | Campionato | Coppe nazionali | Coppe nazionali | Coppe nazionali | Coppe continentali | Coppe continentali | Coppe continentali | Altre coppe | Altre coppe | Altre coppe | Totale | Totale | Totale |
| Stagione        | Squadra         | Comp            | Pres       | Reti       | Comp            | Pres            | Reti            | Comp               | Pres               | Reti               | Comp        | Pres        | Reti        | Pres   | Reti   |        |
| --------------- | --------------- | --------------- | ---------- | ---------- | --------------- | --------------- | --------------- | ------------------ | ------------------ | ------------------ | ----------- | ----------- | ----------- | ------ | ------ | ------ |
| 2020            | Botafogo-SP     | A1/SP+B         | 6+26       | 0          |                 | -               | -               |                    | -                  | -                  |             | -           | -           | 32     | 0      |        |
| 2021            | Ceará           | PD/CE+A         | 3+2        | 0          | CB              | 2               | 0               | CS                 | 2                  | 0                  | CdN         | 1           | 0           | 10     | 0      |        |
| 2021            | Chapecoense     | PD/SC+A         | 0+5        | 0          | CB              | 0               | 0               |                    | -                  | -                  |             | -           | -           | 5      | 0      |        |
| Totale carriera | Totale carriera | Totale carriera | 42         | 0          |                 | 2               | 0               |                    | 2                  | 0                  |             | 1           | 0           | 47     | 0      |        |